# Riu Gumti (Tripura)
Gumti és un riu de Tripura a l'Índia i de Bangladesh.
Es forma per la unió dels rius Chaima i Raima, que neixen respectivament a les serres d'Atharamura i de Lanktharai a les muntanyes Tripura (Tipperah Hills). Els dos rius units formen el Gumti prop de la frontera oriental de Tripura, just per sobre dels ràpids coneguts com a Dumra Falls. Deixa Tripura pel poble de Bibibazar, uns quilòmetres a l'est de Comilla (Comillah o Kumilla), i divideix el territori en dues parts similars. Corre a l'oest i desaigua al Meghna prop de Daudkandi. La seva longitud és d'uns 105 km la meitat a Tripura i la resta és a Bangladesh.
És un riu cabalós a l'època de les pluges, però limitat a l'època seca. Els afluents principals són, a Tripura, el Kasiganj, Pithraganj i Mailakcherral, tots per la part nord. Les principals ciutats per les que passa són Comilla, 
Jafarganj i Panchpukuria. Altres llocs destacats són Companyganj, Muradnagar i Gauripura.